# 안동민속박물관
안동민속박물관(安東民俗博物館)은 경상북도 안동시 성곡동에 있는 공립 박물관이다.

## 연혁
- 1992년 6월 26일 개관

## 전시실
- 1 · 2층 전시실 : 안동의 선사 문화와 불교 문화
- 야외 전시실 : 안동 석빙고, 월영대, 월영교, 까치구멍집, 선성현객사 등